# Stictochironomus quagga
Stictochironomus quagga är en tvåvingeart som först beskrevs av Henry Keith Townes, Jr. 1945.  Stictochironomus quagga ingår i släktet Stictochironomus och familjen fjädermyggor. Inga underarter finns listade i Catalogue of Life.